# Arrivillaga
Arrivillaga ist eine Ortschaft in Uruguay.

## Geographie
Arrivillaga befindet sich auf dem Gebiet des Departamento Colonia in dessen Sektor 14, circa einen Kilometer westlich von Juan Lacaze und nahe der Küste des Río de la Plata. Der in etwa der gleichen Entfernung im Westen verlaufende Fluss Arroyo Sauce hat seine Mündung südlich des Ortes.

## Einwohner
Arrivillaga hatte bei der Volkszählung im Jahr 2011 112 Einwohner, davon 56 männliche und 56 weibliche. Die größte Altersgruppe dabei sind 15-64-Jährige mit 62,5 %.
| Jahr | Einwohner |
| ---- | --------- |
| 1985 | -         |
| 1996 | 51        |
| 2004 | 76        |
| 2011 | 112       |

Quelle: Instituto Nacional de Estadística de Uruguay